# Kaouther Ben Hania
Kaouther Ben Hania (in arabo كوثر بن هنية‎?; Sidi Bouzid, 28 agosto 1977) è una regista e sceneggiatrice tunisina.
Il suo film L'uomo che vendette la sua pelle è stato il primo film tunisino ad essere candidato all'Oscar al miglior film internazionale.

## Biografia
Studia dal 2002 al 2004 all'École des arts et du cinéma di Tunisi, realizzando alcuni cortometraggi, tra cui La Brèche. Nel 2003 partecipa ad un seminario di scrittura di lungometraggi finanziato da Euromed. Sempre nel 2004, continua la sua formazione presso La Fémis, prima come parte del corso estivo dell'università e poi nel 2004-2005. Dopo aver lavorato fino al 2007 per Al Jazeera Documentary Channel, continua a dirigere e si laurea all'Università Sorbonne Nouvelle. 
Esordisce alla regia di un lungometraggio nel 2014 con Le Challat de Tunis, un falso documentario, di satira sulla condizione della donna in Tunisia, ispirato a un fatto di cronaca; racconta la storia di un motociclista che sfregiava con un rasoio i glutei delle donne che passeggiavano  nelle vie della città.
Ben Hania nel 2017 affronta nuovamente il tema della violenza sulle donne con La bella e le bestie, film drammatico ispirato a un caso di stupro perpetrato nel 2012 da un gruppo di poliziotti e presentato nella sezione Un Certain Regard del Festival di Cannes 2017, dove riceve il plauso da parte della critica. Il film ottiene una candidatura ai francesi Premi Lumière come miglior film francofono, venendo anche scelto per rappresentare la Tunisia come miglior film straniero ai Premi Oscar 2019. Vince inoltre il Premio Cinema al di là del muro del Festival di cinema africano di Verona 2018.
Il suo quarto film, L'uomo che vendette la sua pelle, con Monica Bellucci, viene proiettato nell'ambito della sezione Orizzonti della Mostra Internazionale d'Arte Cinematografica di Venezia 2020, primo film tunisino candidato all'Oscar come Miglior Lungometraggio Internazionale.
Nel 2022 presiede la giuria della Semaine de la Critique, la selezione parallela del Festival di Cannes dedicata alle opere prime e seconde.
Nel 2023 il suo docu-film Quattro figlie è presentato in concorso al 76º Festival di Cannes, dove vince il Prix du Cinéma Positif. Ha vinto il César per il miglior film documentario durante la cerimonia del 2024.

## Filmografia

### Cortometraggi
- La Brèche  (2004)
- Moi, ma sœur et la chose (2006)
- Les imams vont à l'école – documentario (2010)
- Peau de colle (2013)
- Les Pastèques du cheikh (2018)
- I and the Stupid Boy (2021)

### Lungometraggi
- Le Challat de Tunis (2014)
- Zaynab takrahu ath-thalj (2016)
- La bella e le bestie (ʿAlā kaff ʿifrīt, 2017)
- L'uomo che vendette la sua pelle (The Man Who Sold His Skin, 2020)
- Quattro figlie (Les Filles d'Olfa) – documentario (2023)

## Riconoscimenti
- Premio Oscar
  - 2021 – Candidatura al miglior film internazionale per L'uomo che vendette la sua pelle
  - 2024 – Candidatura al miglior documentario per Quattro figlie
- Festival di Cannes
  - 2017 – In concorso (Un Certain Regard) con La bella e le bestie
  - 2023 – L'Œil d'or per Quattro figlie
  - 2023 – Premio François Chalais per Quattro figlie
  - 2023 – Prix de la Citoyenneté per Quattro figlie
  - 2023 – Prix du Cinéma positif per Quattro figlie
  - 2023 – In concorso per la Palma d'oro con Quattro figlie
- Premi Lumière
  - 2018 – Candidatura al miglior film francofono per La bella e le bestie
- Festival del cinema di Stoccolma
  - 2020 – Migliore sceneggiatura per L'uomo che vendette la sua pelle
  - 2020 – In concorso per il Cavallo di bronzo al miglior film per L'uomo che vendette la sua pelle
- Mostra internazionale d'arte cinematografica di Venezia
  - 2020 – Premio per l'inclusione "Edipo Re" per L'uomo che vendette la sua pelle
  - 2020 – In concorso (Orizzonti) con L'uomo che vendette la sua pelle
- Gotham Independent Film Awards
  - 2023 - Candidatura al miglior documentario per Quattro figlie